# Rubídium-amid
A rubídium-amid egy rubídiumból, nitrogénből és hidrogénből álló vegyület. Képlete RbNH2.

## Előállítása
Fém rubídium és ammónia reakciójával állítható elő:
{\displaystyle \mathrm {2\ Rb+2\ NH_{3}\longrightarrow \ 2\ RbNH_{2}+\ H_{2}\uparrow } }
Elő lehet állítani rubídium-hidrid és folyékony ammónia reakciójával. A reakció gáz-ammóniával szobahőmérsékleten nagyon lassan megy végbe, melléktermékként hidrogén keletkezik:
{\displaystyle \mathrm {RbH+NH_{3}\longrightarrow RbNH_{2}+H_{2}\uparrow } }
Ha rubídium-hidridet ammóniaáramban hevítenek, akkor a reakcióban nem elenyésző mennyiségben rubídium-nitrid is keletkezik a rubídium-amid mellett.

## Tulajdonságai
Kristályszerkezete köbös, tércsoport  Fm3m. Rács paraméterei: a = 639,5 pm.
Vízzel reagálva rubídium-oxid és ammónia keletkezik belőle:
{\displaystyle \mathrm {RbNH_{2}+H_{2}O\longrightarrow \ RbOH+\ NH_{3}\uparrow } }
Etanollal reagálva rubídium-etanolát és ammónia keletkezik belőle:
{\displaystyle \mathrm {RbNH_{2}+C_{2}H_{5}OH\longrightarrow \ C_{2}H_{5}ORb+\ NH_{3}\uparrow } }

## Fordítás
Ez a szócikk részben vagy egészben  a   Rubidiumamid című német Wikipédia-szócikk fordításán alapul.  Az eredeti cikk szerkesztőit annak laptörténete sorolja fel. Ez a jelzés csupán a megfogalmazás eredetét és a szerzői jogokat jelzi, nem szolgál a cikkben szereplő információk forrásmegjelöléseként.